# كلارك (مقاطعة كلاردشت)
كلارك (بالفارسية: کلارک) هي قرية تقع في قسم بيرون‌بشم الريفي (مقاطعة كلاردشت) في إيران. يقدر عدد سكانها بـ 85 نسمة .